# Художествена галерия „Станка Димитрова“
Художествена галерия „Станка Димитрова“ в Кърджали е основана през 1960 година, заедно с музея в града. Открита е през 1961 година като филиал на Националната художествена галерия. От 1967 година се обособява като самостоятелна институция. Носи името на художничката Станка Димитрова.
Галерията се намира в стара административна сграда обявена за паметник на културата, пазеща духа на 19 век, бивш турски конак.
Експозицията на галерия „Станка Димитрова“ днес съдържа над 2000 творби. Разположена е на три нива с три различни тематични експозиции. На ниво 1 са представени творби (скулптори и картини) на съвременни български автори. На ниво 2 са разположени ценни творби на големи български класици, дарени от фонда на Националната художествена галерия през 60-те години на 20 век. На ниво -1 има ценна колекция от икони и възрожденски щампи.
В галерията могат да се видят много ценни творби: 4 картини на Владимир Димитров-Майстора, сред които „Момиче в червено“, „Селянка в бяла забрадка“, няколко творби на Ярослав Вешин (1860 – 1915), Никола Михайлов (1876 – 1960), Стоян Венев, Дечко Узунов, Сирак Скитник (1882 – 1943), Светлин Русев, Кирил Цонев, Бенчо Обрешков (1899 – 1970), Стефан Иванов, Васил Захариев, Константин Щъркелов (1889 – 1961), Димитър Казаков - Нерон (1933 – 1992), Данаил Дечев, Вера Недкова, Атанас Нейков, Виолета Дечева, Лика Янко (1926 – 2001), Михалис Гарудис, Генко Генков (1923 – 2006), Антон Митов (1862 – 1930), Елена Карамихайлова (1875 – 1961), Иван (Ян) Мърквичка (1856 – 1938) – „Портрет на Цар Фердинанд“ и др.